# Flusso di cassa
Il flusso di cassa (in inglese cash flow) è la ricostruzione dei flussi monetari (differenza tra le entrate e le uscite monetarie) di un'azienda o di un progetto nel periodo di analisi. 
Rappresenta una misura dell'autofinanziamento aziendale, il cui obiettivo è definire la generazione di cassa di una società e di conseguenza l'attribuzione di tali flussi di cassa ai soci.

## Calcolo
Il flusso di cassa può essere calcolato a partire anche solo dalle variazioni dei saldi dei conti dello stato patrimoniale tra due periodi di riferimento, in pratica viene usato anche il conto economico dell'impresa in ausilio alla determinazione delle poste che lo costituiscono. Per esempio, invece di esporre le variazioni dei saldi tra periodi diversi di un fondo di ammortamento (un conto del passivo dello stato patrimoniale) è spesso più facile indicare il valore dell'ammortamento (un costo del conto economico).
In ragioneria, il documento aziendale che viene utilizzato per la rilevazione e l'analisi della gestione aziendale è il rendiconto finanziario.

## Struttura
Il flusso di cassa può essere scomposto in:
- Flusso di cassa operativo (FCFO, Free Cash Flow from Operations), originato dalla gestione caratteristica di una azienda;
- Flusso di cassa per l'impresa (FCFF, Free Cash Flow to the Firm o Unlevered Free Cash Flow) esprime il flusso di cassa disponibile per tutti gli investitori (obbligazionisti ed azionisti) dopo che l'azienda ha effettuato tutti gli investimenti necessari, pagato le sue spese operative e le tasse ma prima del rimborso del debito.
- Flusso di cassa disponibile per gli azionisti (FCFE, Free Cash Flow to Equity) che tiene in considerazione solo i flussi di cassa che spettano agli azionisti, al netto quindi di tutti i pagamenti effettuati e ricevuti anche dai detentori del capitale di debito.

Una formula per ottenere le tre componenti è:
| Voce                                                                         | Corrispondente inglese |
| ---------------------------------------------------------------------------- | ---------------------- |
| Margine operativo lordo (MOL)                                                | EBITDA                 |
| - Ammortamenti ed Accantonamenti                                             | D&A                    |
| Reddito Operativo                                                            | EBIT                   |
| - Imposte sul Reddito Operativo                                              |                        |
| + Ammortamenti ed Accantonamenti                                             | D&A                    |
| ± Variazioni non finanziarie (Fondo TFR, Fondo rischi...) =                  |                        |
| Cash Flow o Flusso primario (dopo le imposte)                                | CF                     |
| - Aumento Capitale Circolante Netto                                          | Working Capital        |
| + Riduzione Capitale Circolante Netto =                                      | Working Capital        |
| Free Cash Flow from Operations                                               | FCFO                   |
| + Disinvestimenti Operativi                                                  | Capex                  |
| - Investimenti Operativi =                                                   | Capex                  |
| Free Cash Flow to the Firm                                                   | FCFF                   |
| ± Debito Netto (Nuovo debito - Debito rimborsato)                            | Net Borrowing          |
| - Interessi                                                                  |                        |
| + Scudo fiscale su interessi =                                               | Tax Shield             |
| Free Cash Flow to Equity o Effective Equity Flow o Flusso di Cassa Effettivo | FCFE                   |

Il flusso di cassa operativo è quindi l'elemento cardine con cui si separa la gestione d'azienda dal finanziamento della stessa. Il Cash Flow Operativo è un concetto elaborato sviluppato dalla Wharton School e dalla scuola di Chicago e per il quale esiste ampia letteratura.
Il Flow to Equity o FCFE è definibile come il totale dei flussi di cassa generati dall'impresa per i suoi azionisti. Non comprende gli aumenti/riduzioni di capitale in quanto sono gli stessi azionisti ad beneficiare di tali operazioni: l'effetto complessivo è nullo (un aumento di capitale comporta un esborso da parte dell'azionista, costui però non guadagna né perde alcunché, trasforma solo parte della sua ricchezza [denaro o beni in natura a seconda del tipo di aumento] in azioni o quote). Il Cash Flow Operativo è l'insieme dei flussi di cassa (cioè della liquidità) generati dalla sola gestione tipica (od operativa) ed è questa seconda definizione la più significativa per lo studio della gestione aziendale. L'insieme dei flussi di cassa generati dalla gestione tipica, che è indice della liquidità aziendale, è importante per stabilire in che misura e in che maniera possono essere remunerati i centri di costo.